# Lätt mellanvikt i boxning vid olympiska sommarspelen 1984
Resultat från boxning vid olympiska sommarspelen 1984 och herrarnas lätta mellanvikt. De 34 boxarna vägde över 71 kg. Tävlingarna arrangerades i Los Angeles.

## Medaljörer
| Klass           | Guld             | Silver                    | Brons                           |
| Lätt mellanvikt | Frank Tate · USA | Shawn O'Sullivan · Kanada | Christophe Tiozzo · Frankrike   |
| Lätt mellanvikt | Frank Tate · USA | Shawn O'Sullivan · Kanada | Manfred Zielonka · Västtyskland |

## Resultat

### Första rundan
| Vinnare             | Resultat      | Förlorare             |
| Första rundan       | Första rundan | Första rundan         |
| ------------------- | ------------- | --------------------- |
| August Marial (SUD) | 3-2           | Fletcher Kapito (MAW) |
| Ahn Dal-Ho (KOR)    | 5-0           | Gheorghe Simion (ROU) |

### Andra rundan

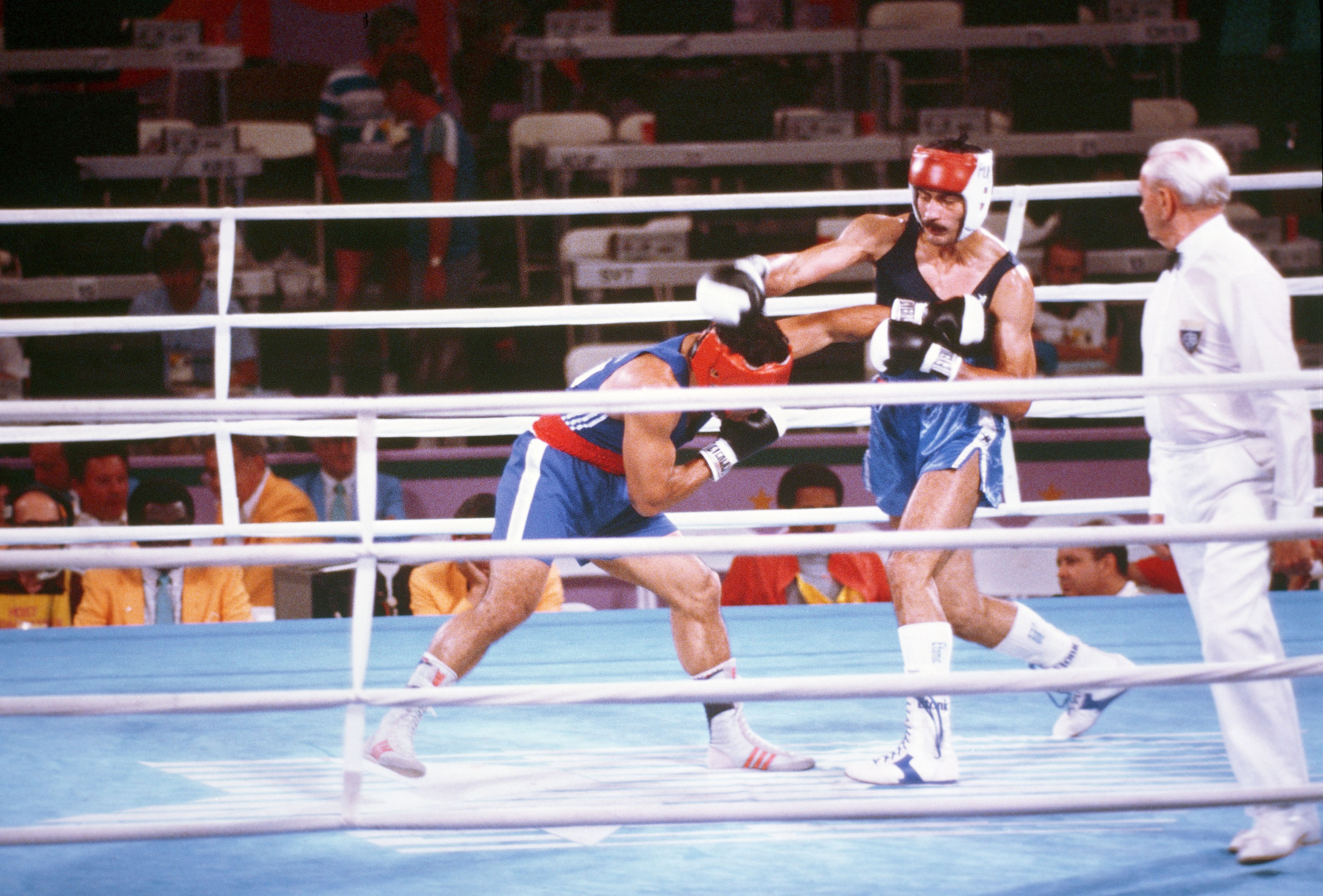
Puertoricanska Aristides González (höger) besegrar Paulo Tuvale från Samoa

| Vinnare                  | Resultat     | Förlorare              |
| Andra rundan             | Andra rundan | Andra rundan           |
| ------------------------ | ------------ | ---------------------- |
| Manfred Zielonka (FRG)   | 4-1          | Ambrose Mlilo (ZIM)    |
| Gustavo Ollo (ARG)       | 5-0          | Perfecto Galeano (PAR) |
| Ralph Lambrosse (SEY)    | 4-1          | Pierre Mella (CMR)     |
| Gnohery Sery (CIV)       | KO-2         | Salulolo Aumua (SAM)   |
| Christopher Kapopo (ZAM) | 4-1          | Richard Finch (AUS)    |
| Abdellah Tibazi (MAR)    | 5-0          | Maxime Wehinto (BEN)   |
| Frank Tate (USA)         | 5-0          | Lofti Ayed (SWE)       |
| Romolo Casamonica (ITA)  | RSC-3        | Samuel Storey (IRL)    |
| Elone Lutui (TGA)        | 4-1          | Fubulune Inyana (ZAI)  |
| Israel Cole (SLE)        | RSC-1        | Victor Claudio (PUR)   |
| Vincent Byarugaba (UGA)  | 4-1          | Simen Auseth (NOR)     |
| Christophe Tiozzo (FRA)  | 5-0          | Sullemana Sadik (GHA)  |
| Chiharu Ogiwara (JPN)    | KO-1         | Mario Centeno (NIC)    |
| Rod Douglas (GBR)        | 4-1          | Stephen Okumu (KEN)    |
| Shawn O'Sullivan (CAN)   | RSC-2        | Mohamed Halibi (LIB)   |
| Ahn Dal-Ho (KOR)         | 5-0          | August Marial (SUD)    |

### Tredje rundan
| Vinnare                  | Resultat      | Förlorare               |
| Tredje rundan            | Tredje rundan | Tredje rundan           |
| ------------------------ | ------------- | ----------------------- |
| Manfred Zielonka (FRG)   | 5-0           | Gustavo Ollo (ARG)      |
| Gnohery Sery (CIV)       | 4-1           | Ralph Lambrosse (SEY)   |
| Christopher Kapopo (ZAM) | 3-2           | Abdellah Tibazi (MAR)   |
| Frank Tate (USA)         | 5-0           | Romolo Casamonica (ITA) |
| Israel Cole (SLE)        | RSCH-2        | Elone Lutui (TGA)       |
| Christophe Tiozzo (FRA)  | 5-0           | Vincent Byarugaba (UGA) |
| Rod Douglas (GBR)        | 4-1           | Chiharu Ogiwara (JPN)   |
| Shawn O'Sullivan (CAN)   | RSC-1         | Ahn Dal-Ho (KOR)        |

### Kvartsfinaler
| Vinnare                 | Resultat      | Förlorare                |
| Kvartsfinaler           | Kvartsfinaler | Kvartsfinaler            |
| ----------------------- | ------------- | ------------------------ |
| Manfred Zielonka (FRG)  | 5-0           | Gnohery Sery (CIV)       |
| Frank Tate (USA)        | RSC-1         | Christopher Kapopo (ZAM) |
| Christophe Tiozzo (FRA) | 5-0           | Israel Cole (SLE)        |
| Shawn O'Sullivan (CAN)  | 5-0           | Rod Douglas (GBR)        |

### Semifinaler
| Vinnare                | Resultat    | Förlorare               |
| Semifinaler            | Semifinaler | Semifinaler             |
| ---------------------- | ----------- | ----------------------- |
| Frank Tate (USA)       | WO          | Manfred Zielonka (FRG)  |
| Shawn O'Sullivan (CAN) | 5-0         | Christophe Tiozzo (FRA) |

### Final
| Vinnare          | Resultat | Förlorare              |
| Final            | Final    | Final                  |
| ---------------- | -------- | ---------------------- |
| Frank Tate (USA) | 5-0      | Shawn O'Sullivan (CAN) |